# Argulus coregoni
Argulus coregoni är en kräftdjursart som beskrevs av Tord Tamerlan Teodor Thorell 1864. Argulus coregoni ingår i släktet Argulus och familjen karplöss. Arten är reproducerande i Sverige. Inga underarter finns listade i Catalogue of Life.